# TNA Wrestling: British Boot Camp
TNA Wrestling: British Boot Camp é um reality show britânico com foco na industria do wrestling profissional. O programa documenta a carreira de quatro lutadores britânicos de wrestling profissional que estão procurando um contrato com a promoção americana de wrestling profissional Total Nonstop Action Wrestling (TNA). A série foi encomendada pela TNA Productions pela BSkyB e começou a ser exibida no Challenge em 1 de janeiro de 2013. Teve como vencedor Rockstar Spud.
TNA Wrestling: British Boot Camp é tanto o primeiro não-game show encomendado pelo Challenge da BSkyB e o primeiro programa americano de wrestling profissional exclusivamente criado e transmitido para o mercado britânico. O comissionamento da série reflete o compromisso da BSkyB para investir £ 600 milhões em conteúdo para britânicos na televisão em 2014. Produtor Executivo da série é o veterano locutor da TNA Jeremy Borash, que criou o show e editou o próprio programa.

## Sinopse
O programa segue "quatro lutadores mais promissores da Grã-Bretanha" que estão tentando receber um contrato com a TNA. Os lutadores são orientados por veteranos lutadores profissionais, como Hulk Hogan e Rollerball Rocco. A filmagem para o show foi feita em locais em torno de Londres, incluindo um desafio diante de multidão no PROGRESS Wrestling, e também nos Estados Unidos.
O final da temporada vai ter os quatro lutadores a se apresentar no Impact Wrestling Zone em Orlando, Flórida, no Estados Unidos. O lutador(a) que receber um contrato com a TNA vai ter a oportunidade de lutar em um evento ao vivo da TNA  na Wembley Arena, em Londres, em janeiro de 2013 como parte do "Road to TNA Lockdown" na turnê pelo Reino Unido e Irlanda.

## Elenco

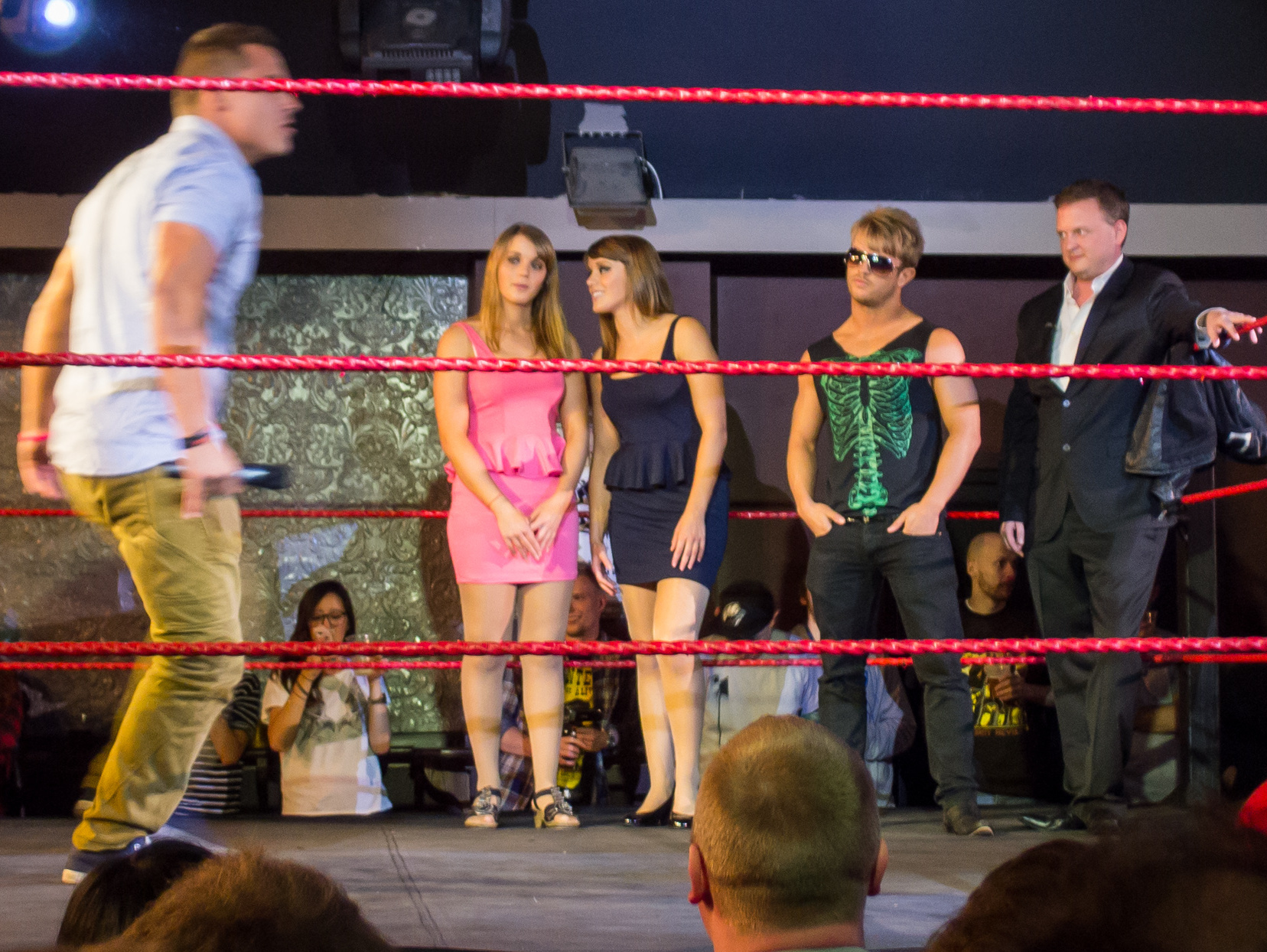
Os competidores do British Boot Camp, da esquerda para a direita: Marty Scurll, as gêmeas Knott e James Curtin, com Jeremy Borash.

### Os competidores
- James Curtin ("Rockstar Spud")[5]
- Kelly Knott ("Holly Blossom")[5]
- Lucy Knott ("Hannah Blossom")[5]
- Marty Scurll[5]

### Mentores
- Hulk Hogan[7]
- Rollerball Rocco[7]
- Al Snow
- Douglas Williams

### Outras personalidades do wrestling
- Jeremy Borash[1]
- Dixie Carter[1]
- Kurt Angle
- James Strom

## Produção
A TNA anunciou em 5 de setembro de 2012, que havia concluído as filmagens do TNA Wrestling: British Boot Camp. O Produtor Executivo do show é o locutor da TNA Jeremy Borash. A série foi originalmente agendada para o ar em dezembro de 2012, mas foi transferido de volta para janeiro de 2013.